# Бафомет

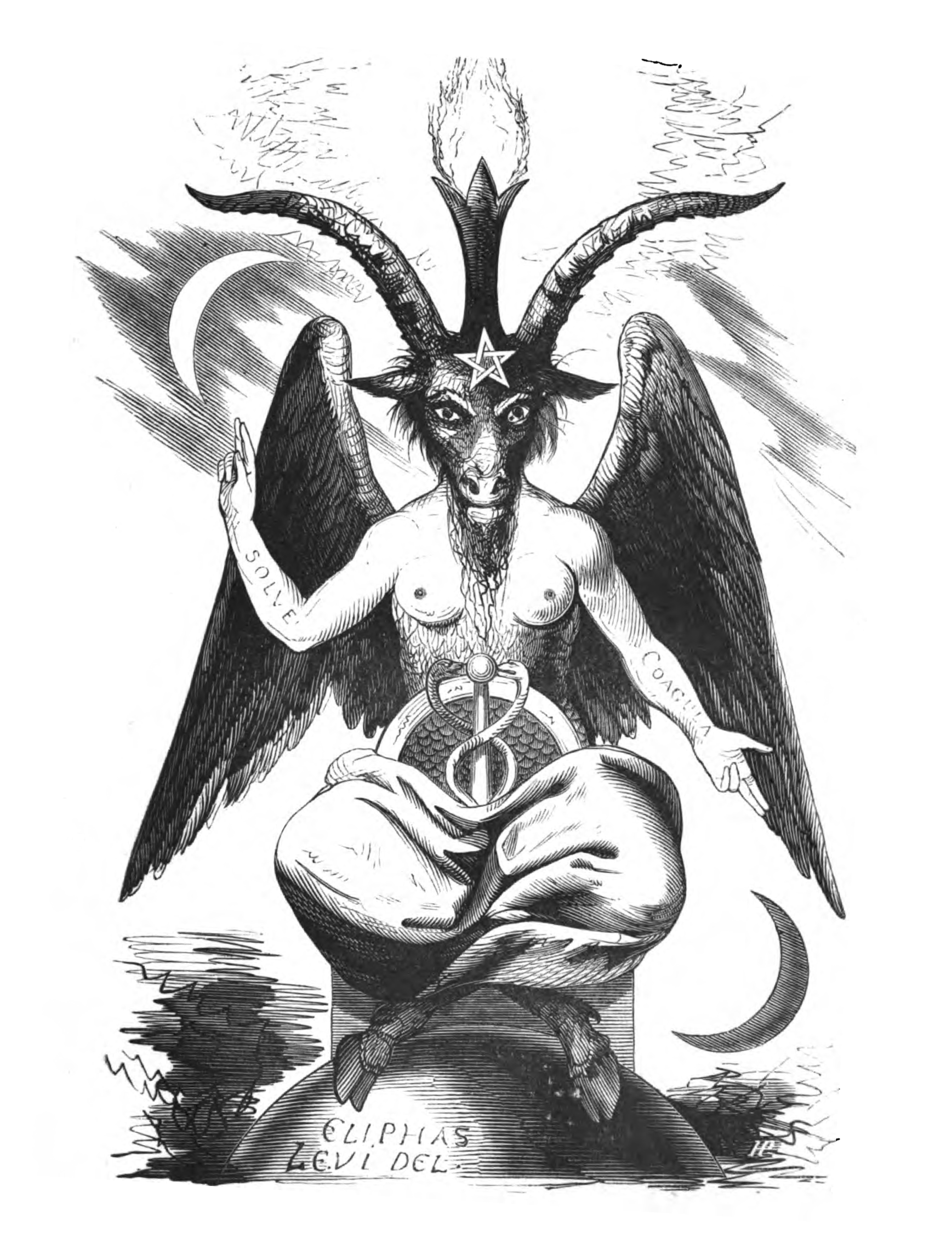
Бафомет Еліфаса Леві. На руках у зображеної істоти написані латинські слова SOLVE (розділяти) та COAGULA (з'єднувати).

Бафоме́т — божество чи його ідол, якому нібито поклонялися тамплієри. Пізніше увійшло в різні окультні та західні езотеричні традиції як демон у вигляді людини з козлиними головою та ногами.

## Образ
Популярний образ Баформета створив французький окультист Еліфас Леві. Цей персонаж зображений як гермафродитна людина, що має жіночі груди, козлину голову та козлині ноги. Між рогами міститься смолоскип як символ прагнення до знань, а на лобі — пентаграма як символ людини (може бути перевернена як символ перегляду, «перевернення» цінностей). На руках також є латинські слова SOLVE (розділяти) і COAGULA (з'єднувати), що вказує на повноваження, відібрані в Бога. Два пальці на правій руці спрямовані вгору, а два на лівій — донизу як символ справедливості й милосердя. Ці жести взяті з творів Гермеса Трисмегіста, популярних в епоху Відродження та Реформації. На животі Бафомета зображено жезл, обвитий зміями — кадуцей як символ торгівлі, переговорів і взаємності.

## Історія
Перша відома згадка про Бафомета містилася в листі, написаному в 1098 році Ансельмом Рібемонтським, який описував облогу Антіохії під час Першого хрестового походу. Ансельм заявив, що турки «голосно викликали Бафомета». Ймовірно, насправді це було ім'я пророка Магомета, засновника ісламу. У 1307 році король Франції Філіп IV заарештував усіх тамплієрів у Франції, звинувативши їх у таких єретичних діях, як поклоніння ідолу на ім'я Бафомет. Ім'я «Бафомет» уперше з'явилося в протоколах судових процесів інквізиції над орденом тамплієрів. У XIX століття масонам також приписувалося поклоніння Бафомету.
Популярний образ Баформета навів у книзі «Dogme et ritual de la haute magie» (Трансцендентальна магія: її доктрина та ритуал) 1861 року французький окультист Еліфас Леві. Фронтиспісом книги був малюнок Бафомета: гермафродитної крилатої людської постаті з головою та ногами козла, прикрашеної численними езотеричними символами. Леві описав значення кожного елемента малюнка, що мають подвійний сенс. Британський окультист Алістер Кроулі також використовував образ Бафомета, зокрема у своїй «Гностичній Месі».
В історичному трилері Дена Брауна «Код да Вінчі», слово «Бафомет» розшифровується як «Софія» або мудрість.
Знак Бафомета є офіційним символом в Церкві Сатани.